# John Edwin Luecke
John Edwin Luecke (geb. vor 1960) ist ein US-amerikanischer Mathematiker, der sich mit geometrischer Topologie von 3-Mannigfaltigkeiten und Knotentheorie befasst. Er ist Professor an der University of Texas at Austin.
Luecke wurde 1985 bei Cameron Gordon an der University of Texas at Austin promoviert (Finite covers of Haken 3-manifolds).
1989 bewies er mit Cameron Gordon, dass Knoten durch ihr Komplement bestimmt werden. 1987 bewies er mit Gordon, Marc Culler und Peter Shalen das Cyclic Surgery Theorem. Es ist ein Satz über die aus einer Dehn-Chirurgie an Knoten entstehenden 3-Mannigfaltigkeiten mit zyklischer Fundamentalgruppe.
Sei M eine kompakte, zusammenhängende, orientierbare, irreduzible 3-Mannigfaltigkeit, der Rand {\displaystyle \partial M} ein Torus, mit der der Dehn-Chirurgie entsprechenden geschlossenen 3-Mannigfaltigkeit M (r) mit Parameter r (Steigung). Ist M kein Seifert-Faserraum und sind die Fundamentalgruppen {\displaystyle \pi _{1}(M(r))} und {\displaystyle \pi _{1}(M(s))} für zwei Steigungen r, s zyklisch, dann ist die minimale geometrische Schnittzahl {\displaystyle \Delta (r,s)\leq 1} so dass es maximal drei Steigungen gibt, für die {\displaystyle \pi _{1}(M(s))}  zyklisch ist.
1992 erhielt er einen Presidential Young Investigator Award der NSF und 1994 war er Sloan Research Fellow. 2012 wurde er Fellow der American Mathematical Society. 1994 war er eingeladener Sprecher auf dem Internationalen Mathematikerkongress in Zürich (Dehn surgery on knots).

## Schriften (Auswahl)
Außer den in den Fußnoten zitierten Arbeiten:
- Finite covers of 3-manifolds containing essential tori. In: Transactions of the American Mathematical Society. Band 310, Nr. 1, 1988, S. 381–391, doi:10.2307/2001129.
- mit Cameron McA. Gordon: Dehn surgeries on knots creating essential tori, I. In: Communications in Analysis and Geometry. Band 3, Nr. 4, 1995, S. 597–644, doi:10.4310/CAG.1995.v3.n4.a3.
- mit Cameron McA. Gordon: Dehn surgeries on knots creating essential tori, II. In: Communications in Analysis and Geometry. Band 8, Nr. 4, 2000, S. 671–725, doi:10.4310/CAG.2000.v8.n4.a1.
- mit Cameron McA. Gordon: Reducible manifolds and Dehn surgery. In: Topology. Band 35, Nr. 2, 1996, S. 385–409, doi:10.1016/0040-9383(95)00016-X.
- mit Kenneth L. Baker und Cameron Gordon: Obtaining genus 2 Heegaard splittings from Dehn surgery. In: Algebraic & Geometric Topology. Band 13, Nr. 5, 2013, S. 2471–2634, doi:10.2140/agt.2013.13.2471.
- mit Kenneth L. Baker und Cameron Gordon: Bridge number, Heegaard genus and non-integral Dehn surgery. In: Transactions of the American Mathematical Society. Band 367, 2015, S. 5753–5830, doi:10.1090/S0002-9947-2014-06328-9.
- mit Kenneth L. Baker und Cameron Gordon: Bridge number and integral Dehn surgery. In: Algebraic & Geometric Topology. Band 16, Nr. 1, 2016, S. 1–40, doi:10.2140/agt.2016.16.1.